# Humberto de Alencar Castelo Branco
Humberto de Alencar Castelo Branco (ur. 20 września 1897 w Fortalezie, zm. 18 lipca 1967 tamże) – brazylijski marszałek i polityk, prezydent Brazylii sprawujący dyktatorskie rządy w latach 1964–1967.

## Zarys biografii
W 1918 wstąpił do armii. W czasie II wojny światowej służył w brazylijskim korpusie ekspedycyjnym w Europie w randze pułkownika.
Mianowany szefem sztabu generalnego przez prezydenta João Goularta w 1963 został jednym z przywódców puczu, który odsunął go od władzy w 1964. Wybrany prezydentem przez Kongres objął urząd 15 kwietnia tego roku i sprawował władzę do 15 marca 1967. Castelo Branco był tym samym drugim i ostatnim marszałkiem w historii, który doszedł do władzy w Brazylii w wyniku zamachu stanu (pierwszym był założyciel republiki Deodoro da Fonseca). Podczas rządów Castelo Branco ubezwłasnowolniono zdominowany przez lewicę Kongres (choć go formalnie utrzymano) oraz zlikwidowano wszystkie istniejące partię i w ich miejsce powołano dwie: kontrolowaną przez wojsko ARENĘ oraz Brazylijski Ruch Demokratyczny, skupiający legalną opozycję, pozbawioną wpływów i spełniającą rolę listka figowego reżimu.
Choć system rządów wojskowych miał być przejściowy szybko zmienił się w dyktaturę stosującą metody zbliżone do totalitaryzmu. Prezydentura Castelo Branco to także okres wewnętrznych represji, silnego uzależnienia polityczno-gospodarczego Brazylii od Stanów Zjednoczonych i wywodzących się stamtąd korporacji, co stanowiło odwrót od polityki samodzielności prowadzonej przez Juscelino Kubitschka, Jânio Quadrosa i Goularta. Z drugiej strony jego rząd zwiększył stopień interwencji państwa w gospodarkę. Represje rządu doprowadziły do wybuchu walk partyzanckich - w 1967 roku w regionie Goiás rozpoczęła się regularna rebelia zorganizowana przez maoistowską KPB. Trwała ona do 1972 roku. W większych miastach z kolei działalność rozpoczęły miejskie guerille w tym m.in. Armia Wyzwolenia Narodowego.
Następcą Castelo Branco został jego osobisty kandydat, minister wojny, marszałek Artur da Costa e Silva. Niedługo po opuszczeniu pałacu prezydenckiego Castelo Branco zginął w wypadku lotniczym nieopodal Fortalezy.

## Odznaczenia
Brazylijskie
- Krzyż Wielki Orderu Narodowego Zasługi (1964) – ex officio
- Krzyż Wielki Orderu Zasługi Marynarskiej (1964) – ex officio
- Krzyż Wielki Orderu Zasługi Wojskowej (1964) – ex officio
- Krzyż Wielki Orderu Zasługi Lotniczej (1964) – ex officio
- Krzyż Wielki Orderu Rio Branco (1964) – ex officio
- Krzyż Wielki Orderu Zasługi Sądownictwa Wojskowego (1964) – ex officio[5]
- Krzyż Złoty Medalu Zasługi Mauá (1965) – ex officio
- Krzyż Wielki Orderu Zasługi Pracy (1965) – ex officio

Zagraniczne
- Wielki Oficer Orderu Avis (1945, Portugalia)[6]
- Łańcuch Orderu Infanta Henryka (1965, Portugalia)[6]
- Łańcuch Orderu Zasługi Republiki Włoskiej (1965)[7]